# Избирательные округа в Окинаве

Избирательные округа в Палату представителей в Окинаве по состоянию на 2018 год

В настоящее время Окинава отправляет 8 избранных членов в Парламент Японии, 6 в Палату представителей и 2 в Палату советников.

## Палата представителей
Нынешняя делегация Палаты представителей Окинавы состоит из 2 членов Либерально-демократической партии, 1 Коммунистической партии, 1 Социал-демократической партии , 1 Либеральной партий и 1 Партии инновации.

### Система относительного большинства
| Округ     | Представитель   | Партия | Срок              |
| --------- | --------------- | ------ | ----------------- |
| Первый    | Сейкен Акамине  | КПЯ    | с 15 декабря 2014 |
| Второй    | Кунио Аракаки   | СДП    | с 3 ноября 2021   |
| Третий    | Айко Симадзири  | ЛДП    | с 3 ноября 2021   |
| Четвёртый | Косабуро Нисиме | ЛДП    | с 1 ноября 2017   |

### PR[англ.]
Префектура Окинава часть Блока пропорционального представительства Кюсю. В нынешнем парламенте есть два представителя от Окинавы, избранные через него.
| Изображение | Представитель     | Партия | Округ оспаримаемый | Срок              |
| ----------- | ----------------- | ------ | ------------------ | ----------------- |
|             | Коносуке Кокуба   | ЛДП    | Первый             | с 15 декабря 2014 |
|             | Масахиса Миядзаки | ЛДП    | Второй             | с 22 ноября 2018  |

## Палата советников
Нынешняя делегация Палаты советников Окинавы состоит из 2 независимых членов. Оба являются членами Okinawa Whirlwind.
| Изображение | Советники               | Партия | Окончание срока | Срок           |
| ----------- | ----------------------- | ------ | --------------- | -------------- |
|             | Ёичи Иха (яп. 伊波洋一) | OW     | 2022            | с 26 июля 2016 |
|             | Тецуо Такара            | OW     | 2025            | с 29 июля 2019 |